# Asakusa-jinja
Asakusa-jinja (jap. 浅草神社) – chram shintō w Tokio, w dzielnicy  Taitō, w Japonii.

## Historia
Historia chramu jest ściśle związana z historią sąsiedniej świątyni buddyjskiej Sensō-ji, powszechnie nazywanej Asakusa-dera. Dwaj rybacy, bracia Hamanari i Takenari Hinokuma, w 682 roku wyłowili z rzeki Sumida posąg bogini miłosierdzia Kannon i przy pomocy posiadacza ziemskiego o nazwisku Matsuchi Haji zbudowali pierwszą świątynię. Z czasem ci trzej mężczyźni zostali deifikowani, a ku czci ich kami wzniesiono, przypuszczalnie pod koniec XII wieku, chram Asakusa. Inną nazwą chramu jest Sanja-sama, a głównym świętem chramu jest Sanja Matsuri, obchodzone w maju.
Obecne budynki chramu powstały w 1649 roku na polecenie sioguna Iemitsu Tokugawy. Od tego czasu chram przetrwał bez żadnych zniszczeń największe katastrofy (np. trzęsienie ziemi w Kantō (1923) i bombardowanie Tokio w 1945), które zniszczyły sąsiednią świątynię Sensō-ji. To sprawiło, że budynki chramu należą do najstarszych obiektów architektonicznych w Tokio. Chram jest zbudowany w stylu „japońskiego baroku” gongen-zukuri. Wnętrze sanktuarium ozdabiają malowidła mitycznych stworzeń, takich jak feniksy i smoki. Na terenie chramu znajdują się dwa wyjątkowe posągi komainu (lwów-psów), które stoją blisko siebie pod jednym parasolem. Nazywa się je Meoto Komainu, co oznacza „małżeństwo lwów-psów”, a ludzie proszą je o szczęśliwe małżeństwo i odwzajemnioną miłość.

## Galeria

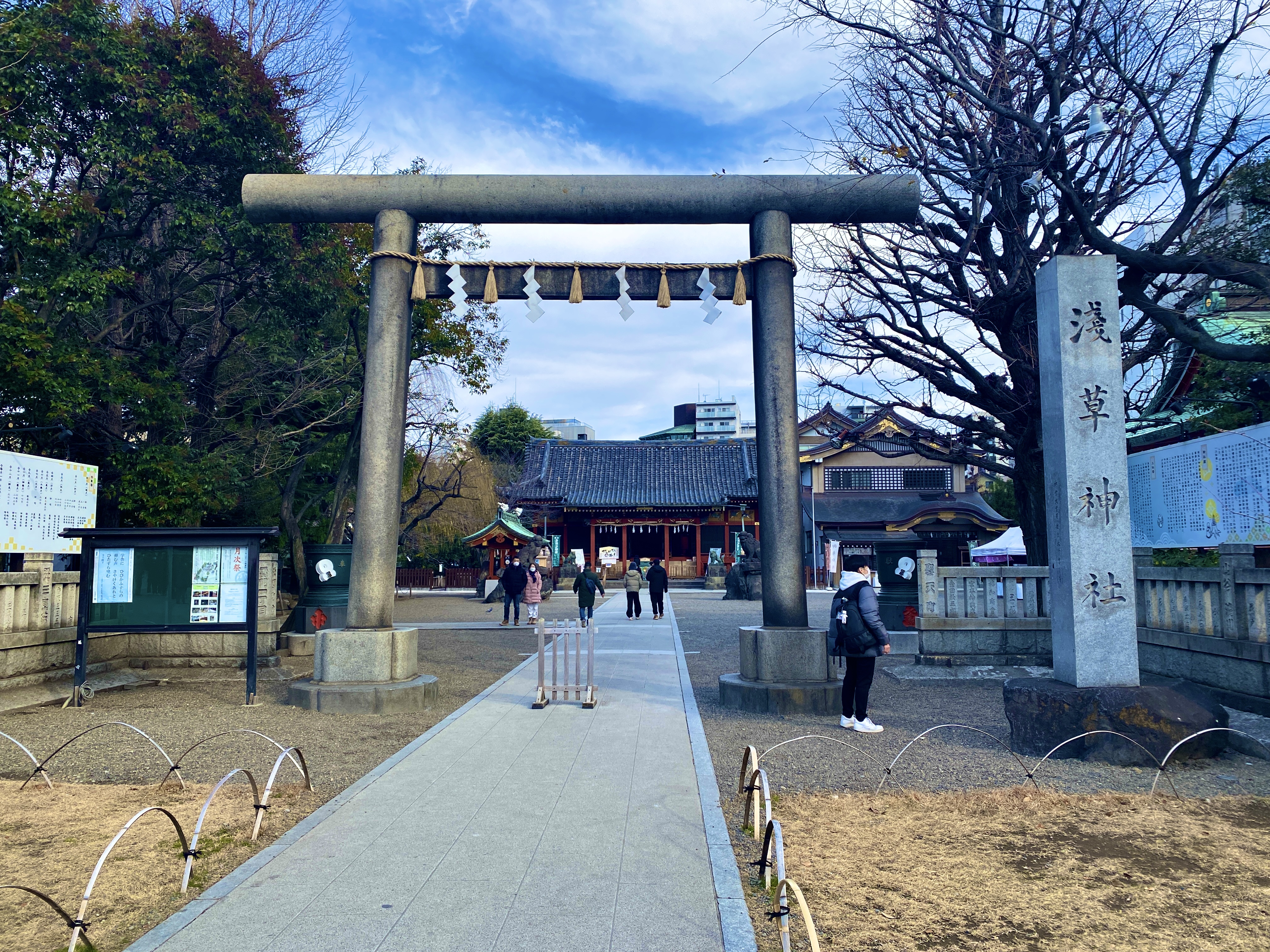
Torii
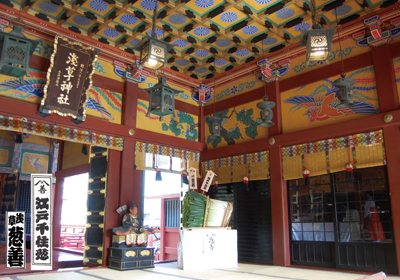
Wnętrze chramu
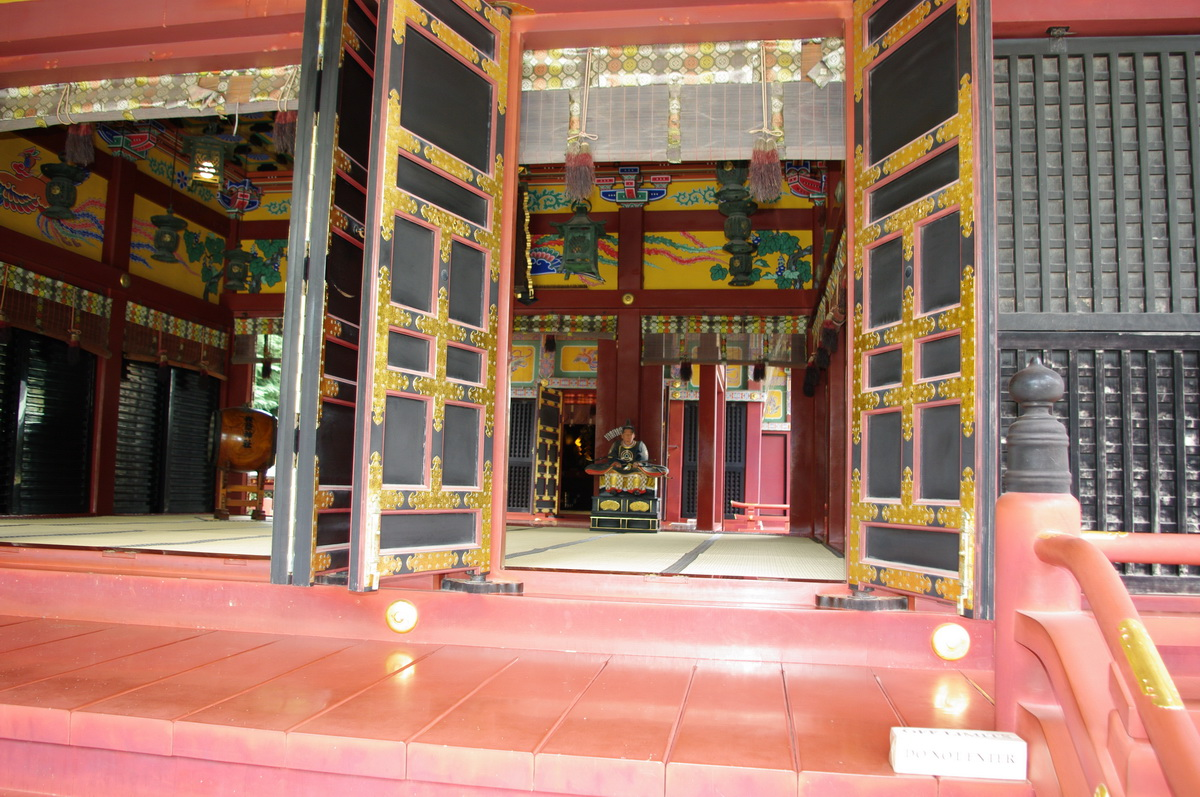
Wnętrze sanktuarium
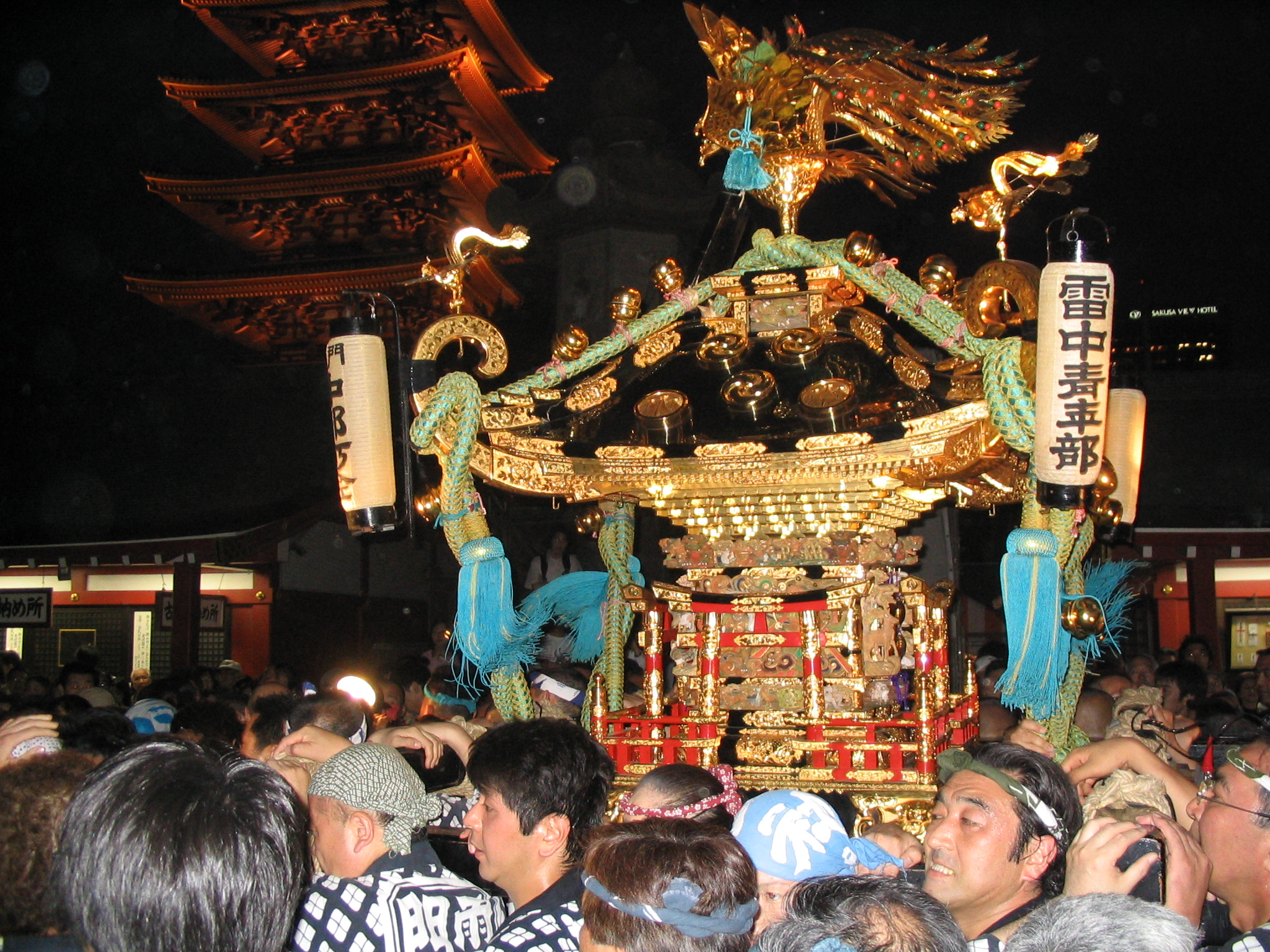
Mikoshi niesione podczas Sanja Matsuri
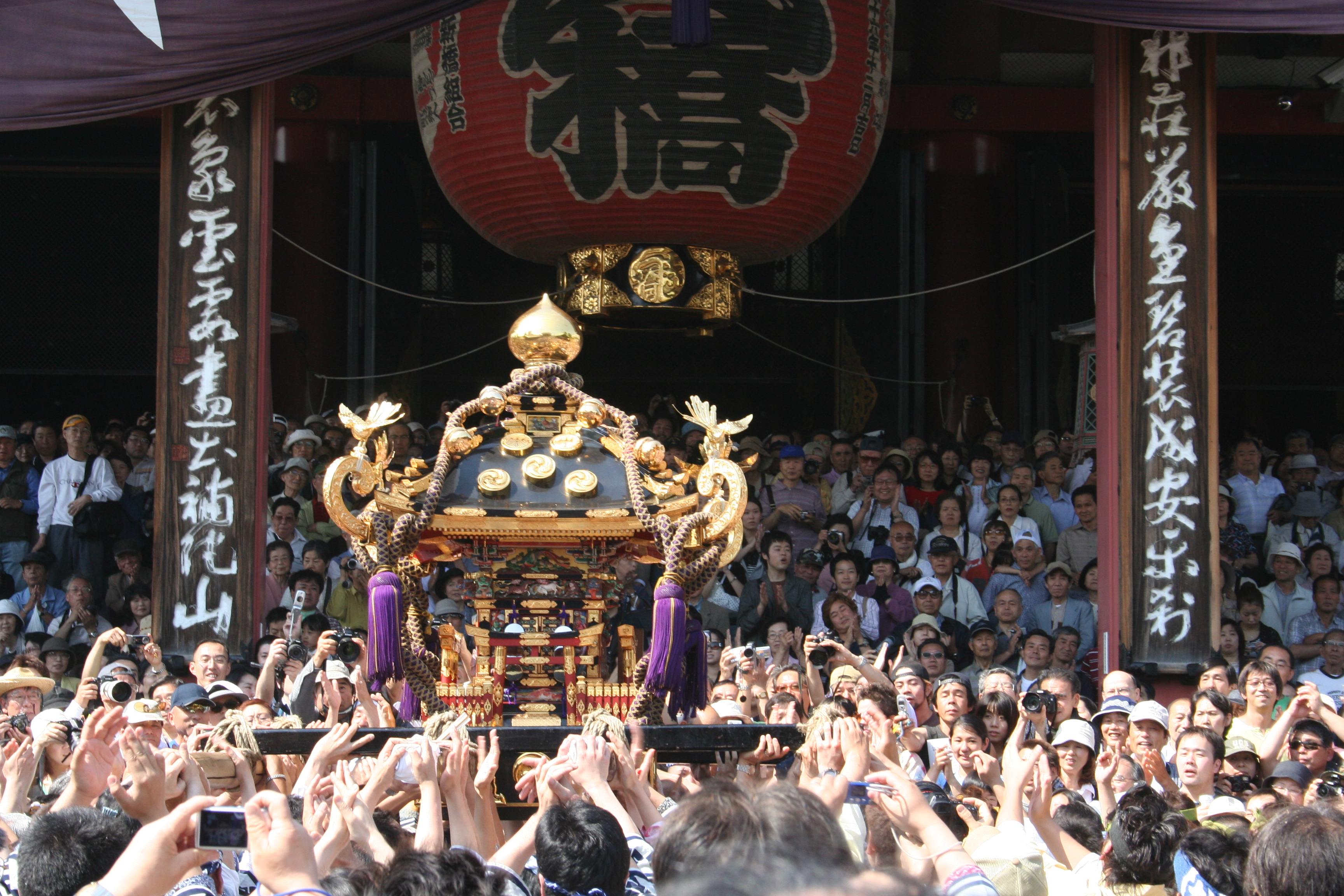
Sanja Matsuri